# Nagelfleck

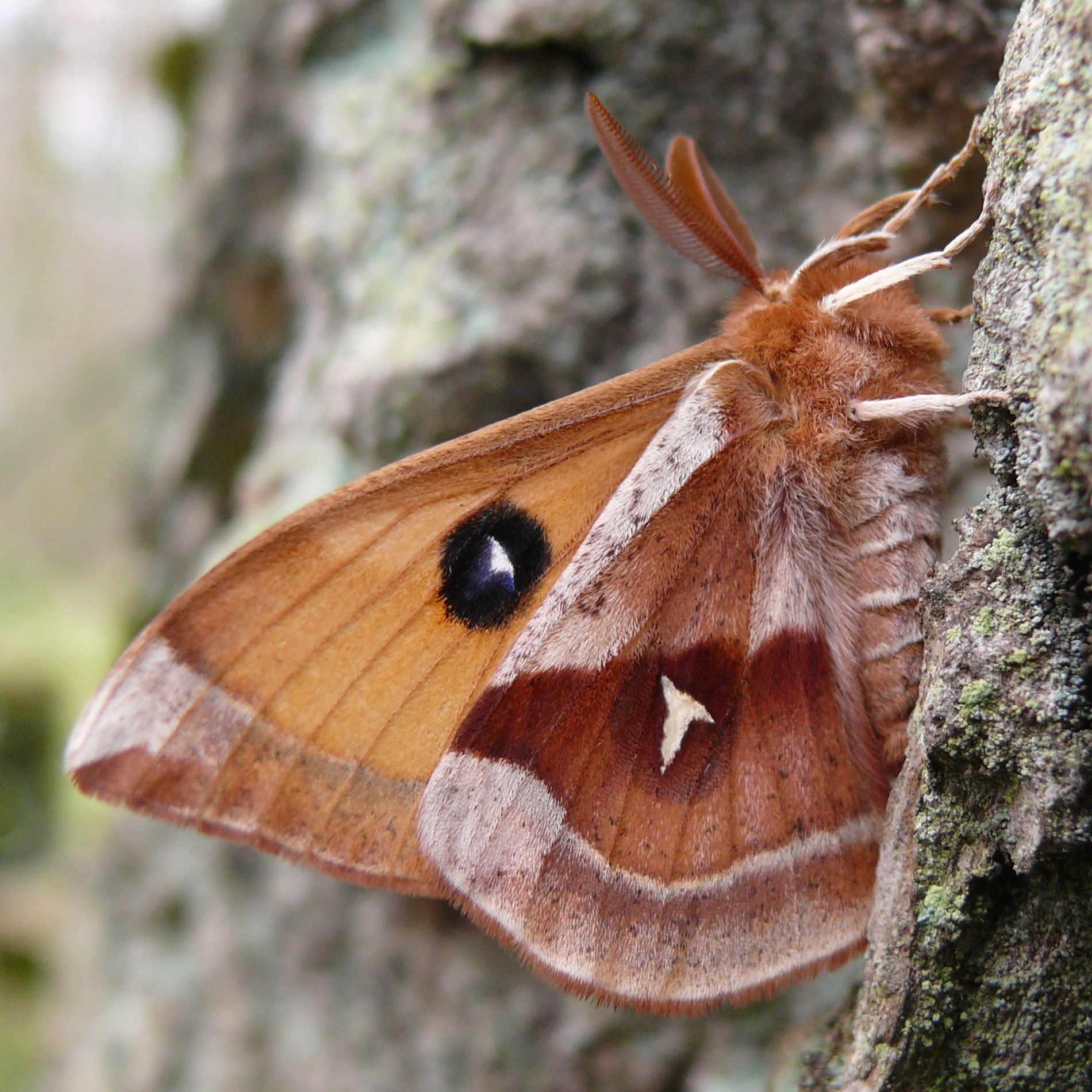
Flügelunterseite des Männchens, erkennbar sind die stark gekämmten Fühler

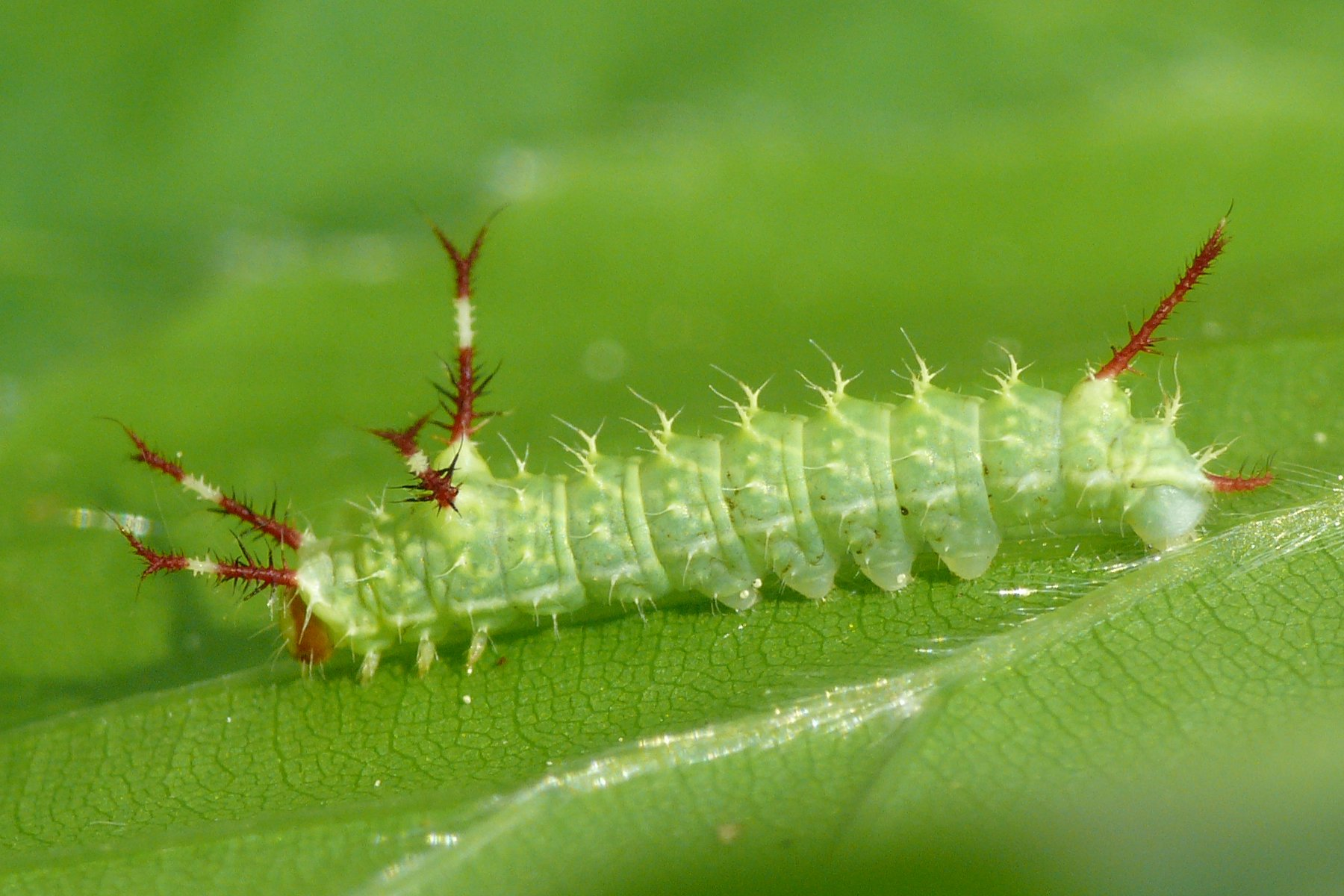
Raupe des Nagelflecks im ersten Stadium

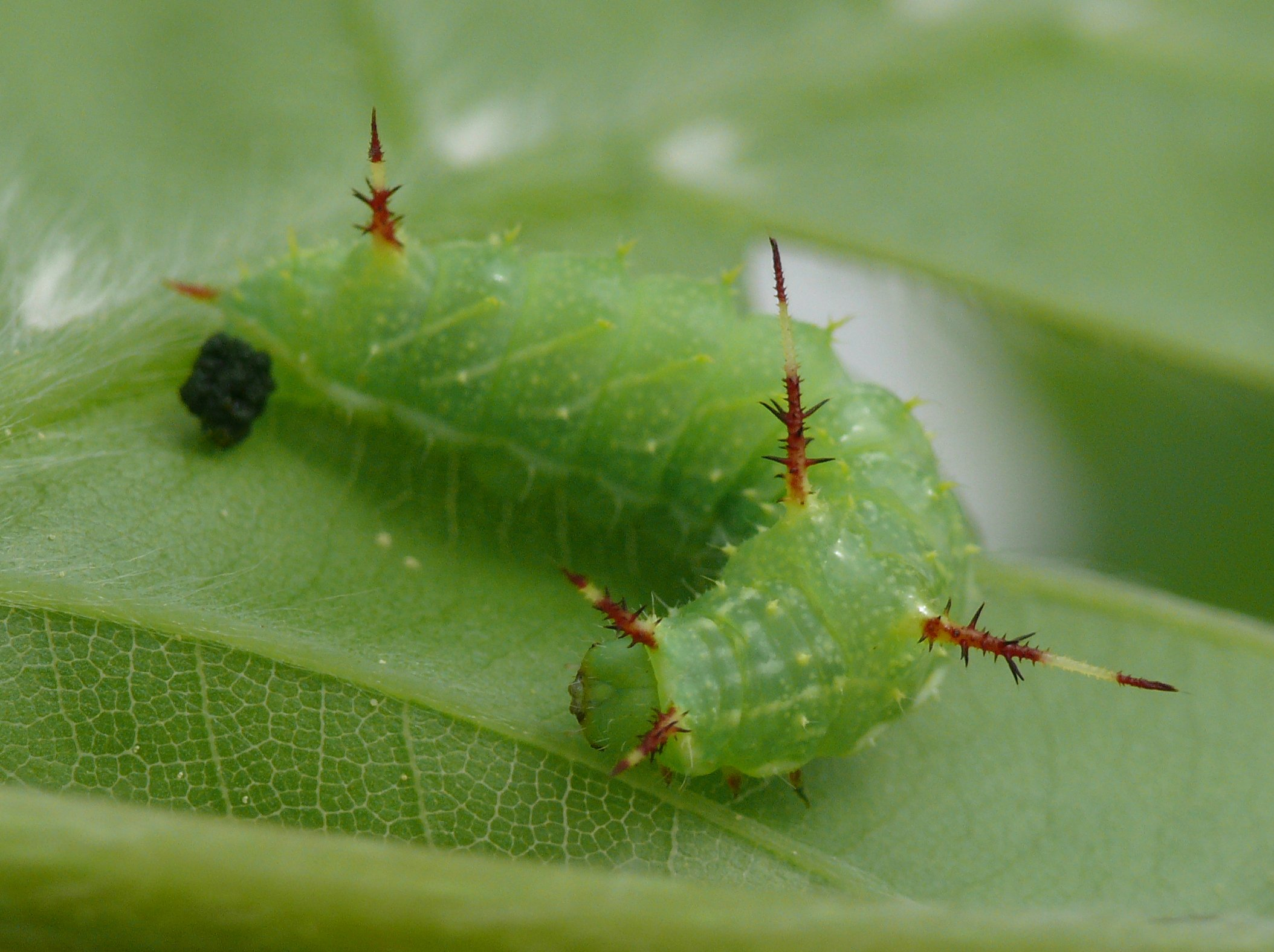
Raupe des Nagelflecks im zweiten Stadium

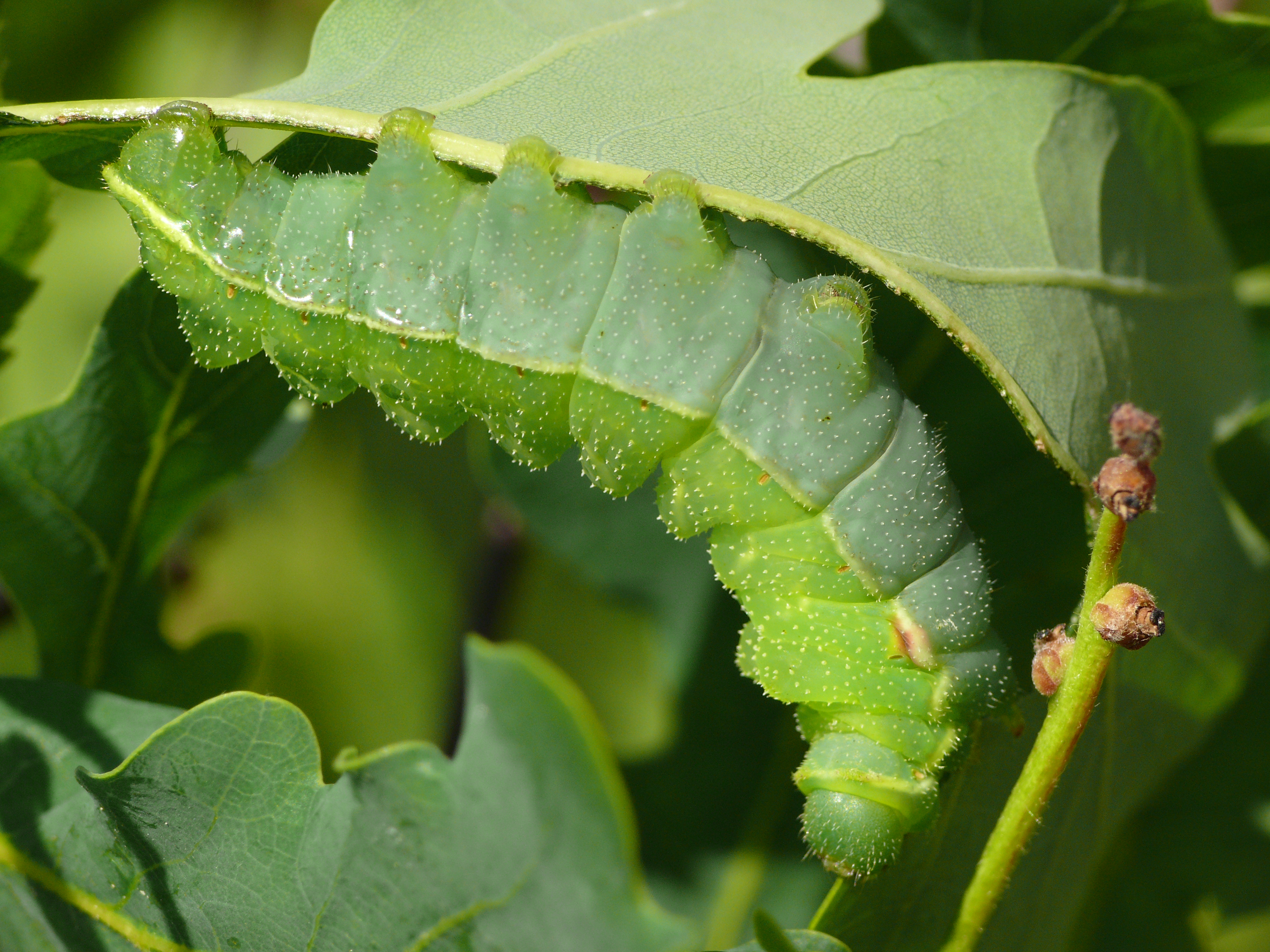
Raupe des Nagelflecks im vierten und letzten Stadium

Der Nagelfleck (Aglia tau) ist ein Schmetterling aus der Familie der Pfauenspinner (Saturniidae).

## Merkmale
Die Falter erreichen eine Flügelspannweite von 55 bis 85 Millimetern, wobei die Männchen etwas kleiner sind. Ihre Flügel sind ockergelb bis dunkelbraun, selten kommen schwarze Formen vor. Die Männchen sind deutlich kräftiger gefärbt als die blassen Weibchen. Die Tiere tragen auf jedem Flügel einen schwarzen, dunkelblau gekernten Augenfleck, der in der Mitte einen hellen, T-förmigen, „Nagelfleck“ trägt. Nahe am Flügelaußenrand verläuft eine dunkle Binde. Die Flügeloberfläche zwischen ihr und dem Außenrand ist teilweise dunkel gestäubt. Die Fühler der Männchen sind stark gefiedert. Die Flügelunterseite ist hell rotbraun und hellgräulich gefärbt. In der Mitte der Vorderflügel befindet sich eine breite, braune Binde, in der ein heller Nagelfleck erkennbar ist. Der Rand der Vorderflügelunterseite ist gleich wie der der Oberseite mit einer, allerdings hellen Binde gefärbt.
Dunkle Formen des Nagelflecks sind f. ferenigra Th. Mieg. und f. melaina Gross. Das Trauntal hat sich als geographische Grenze für beide Formen erwiesen. Sie sind relativ selten unter der Stammform vorhanden und fliegen in eher höheren Lagen.

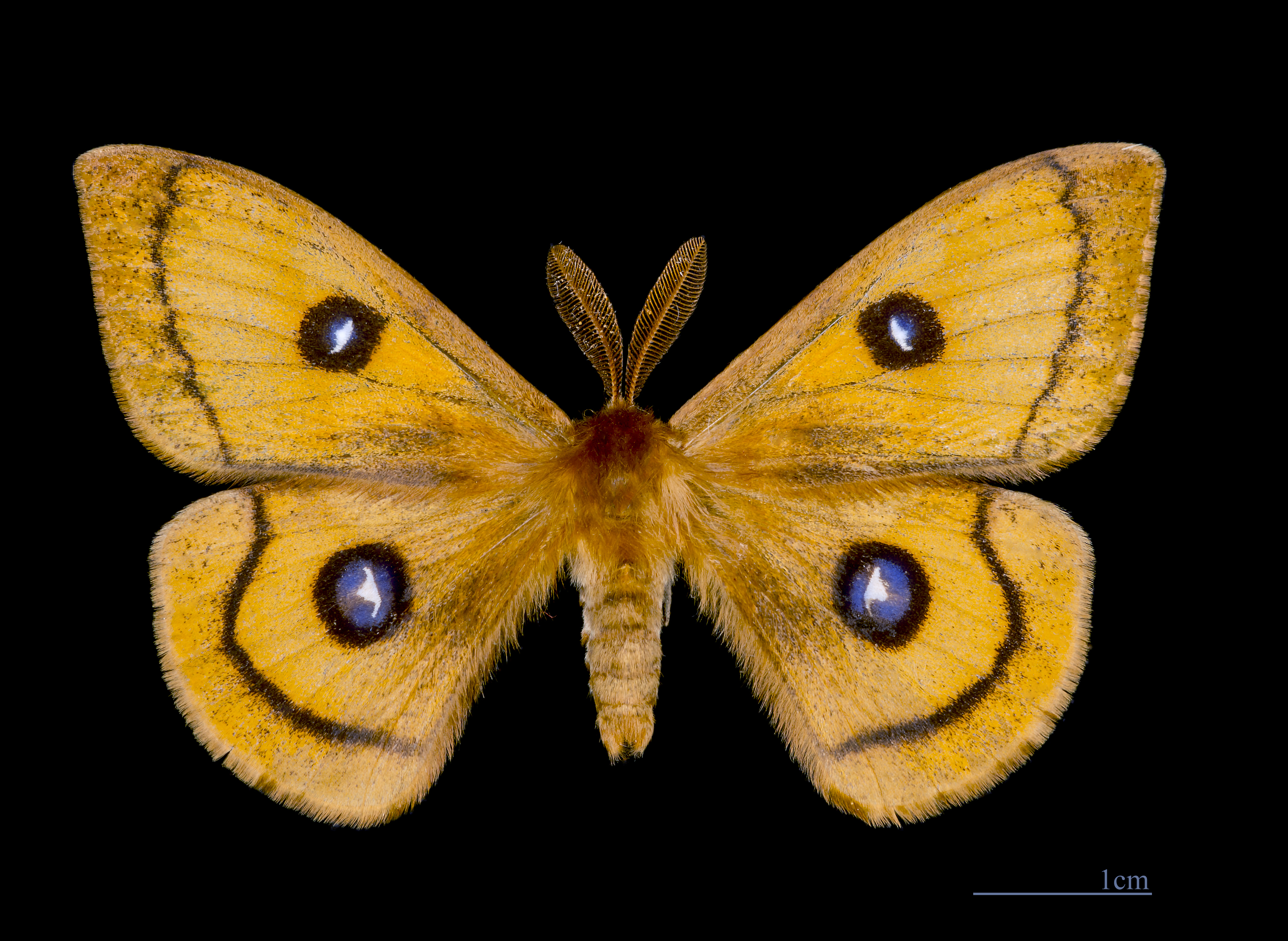
♂
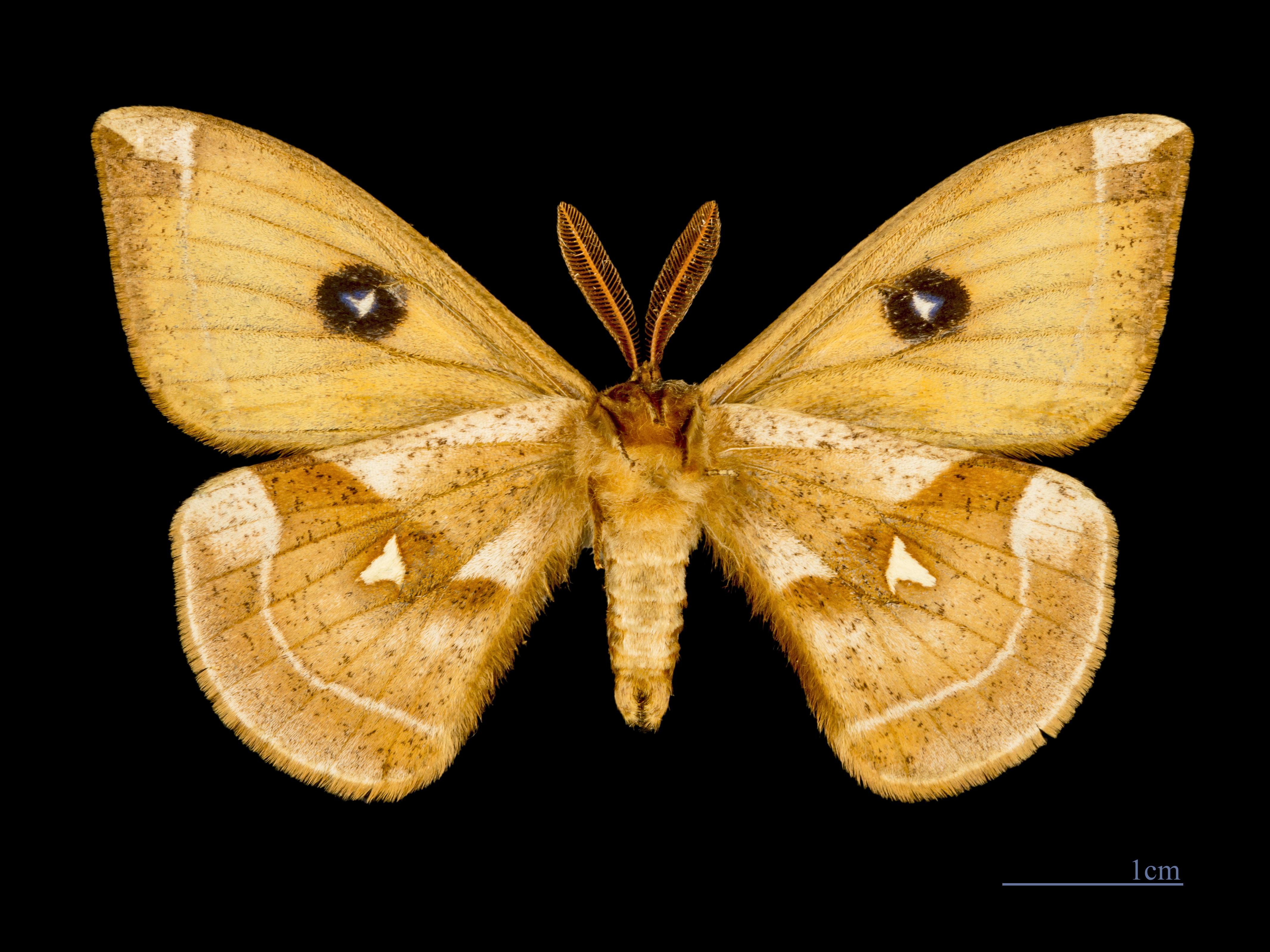
♂ △
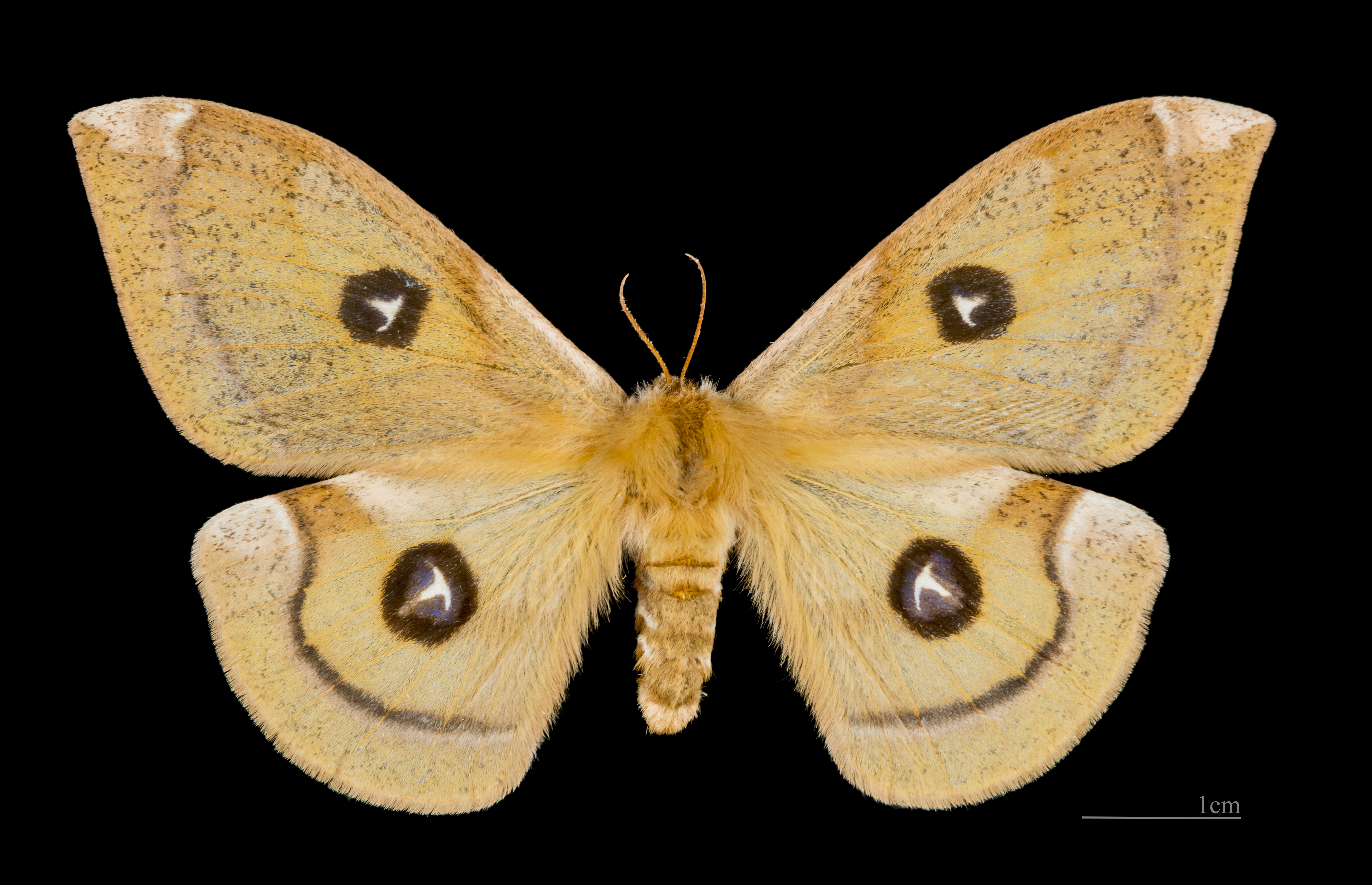
♀
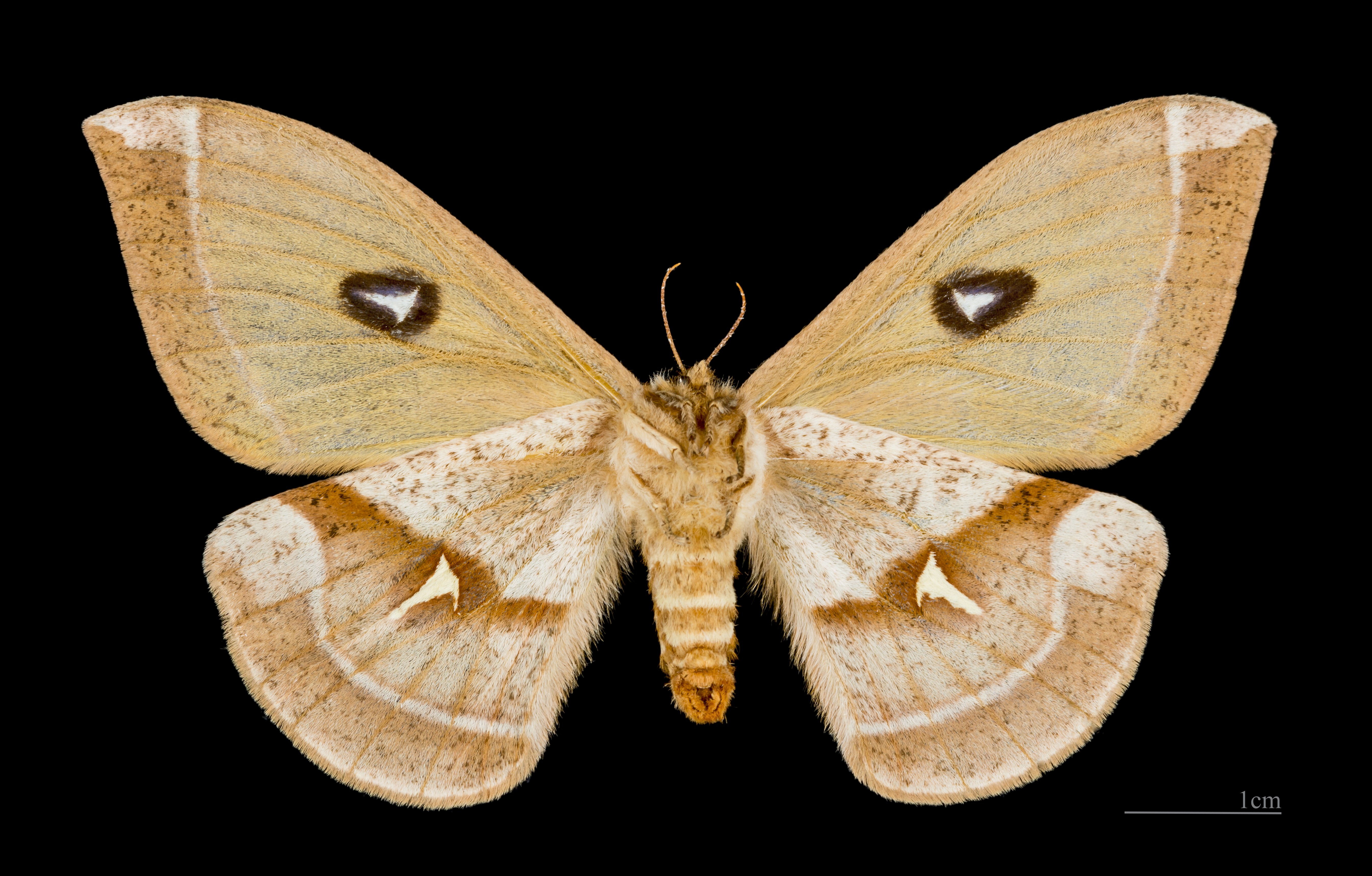
♀ △

Aglia tau
Aglia tau f. melaina

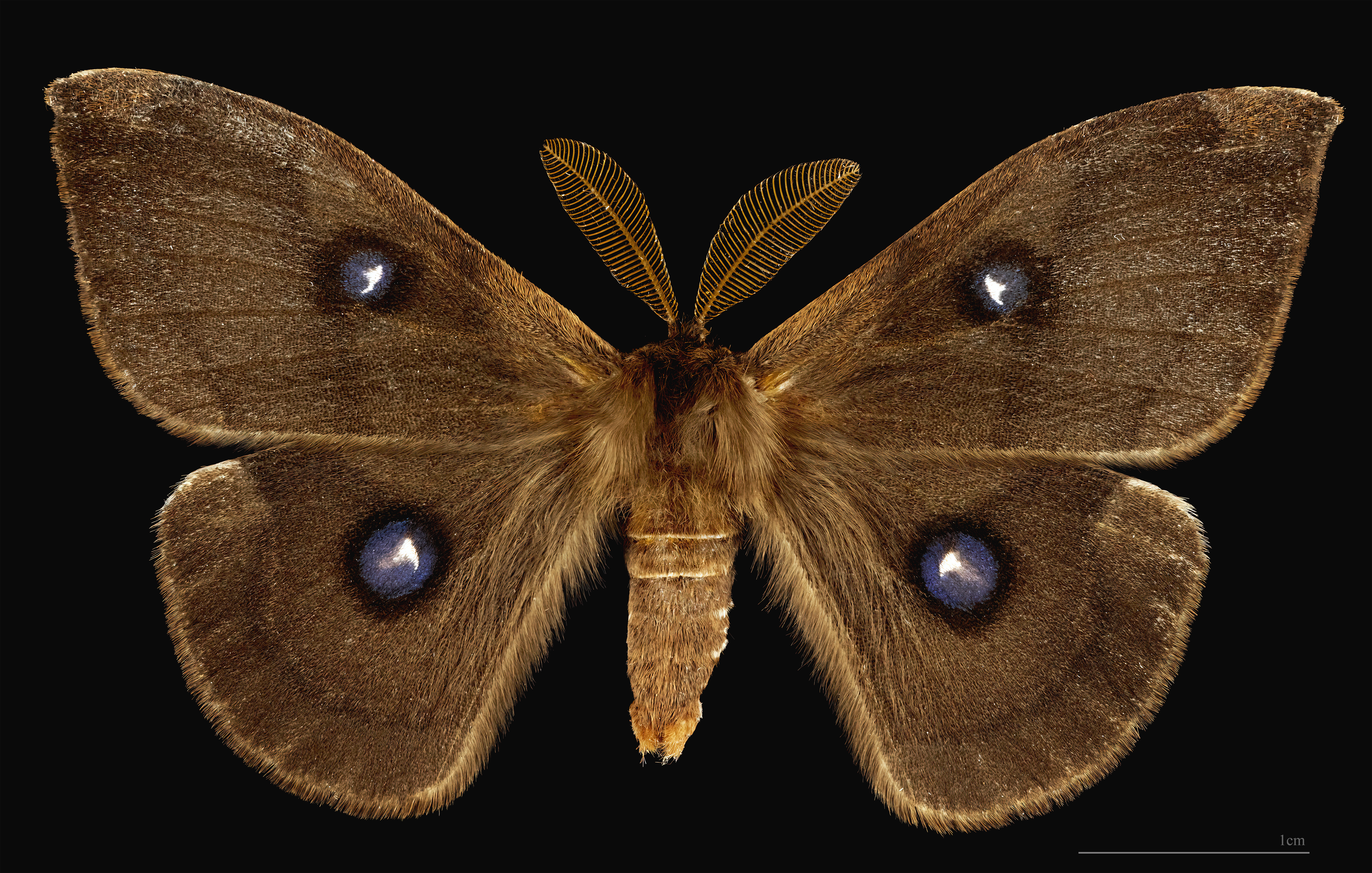
♂
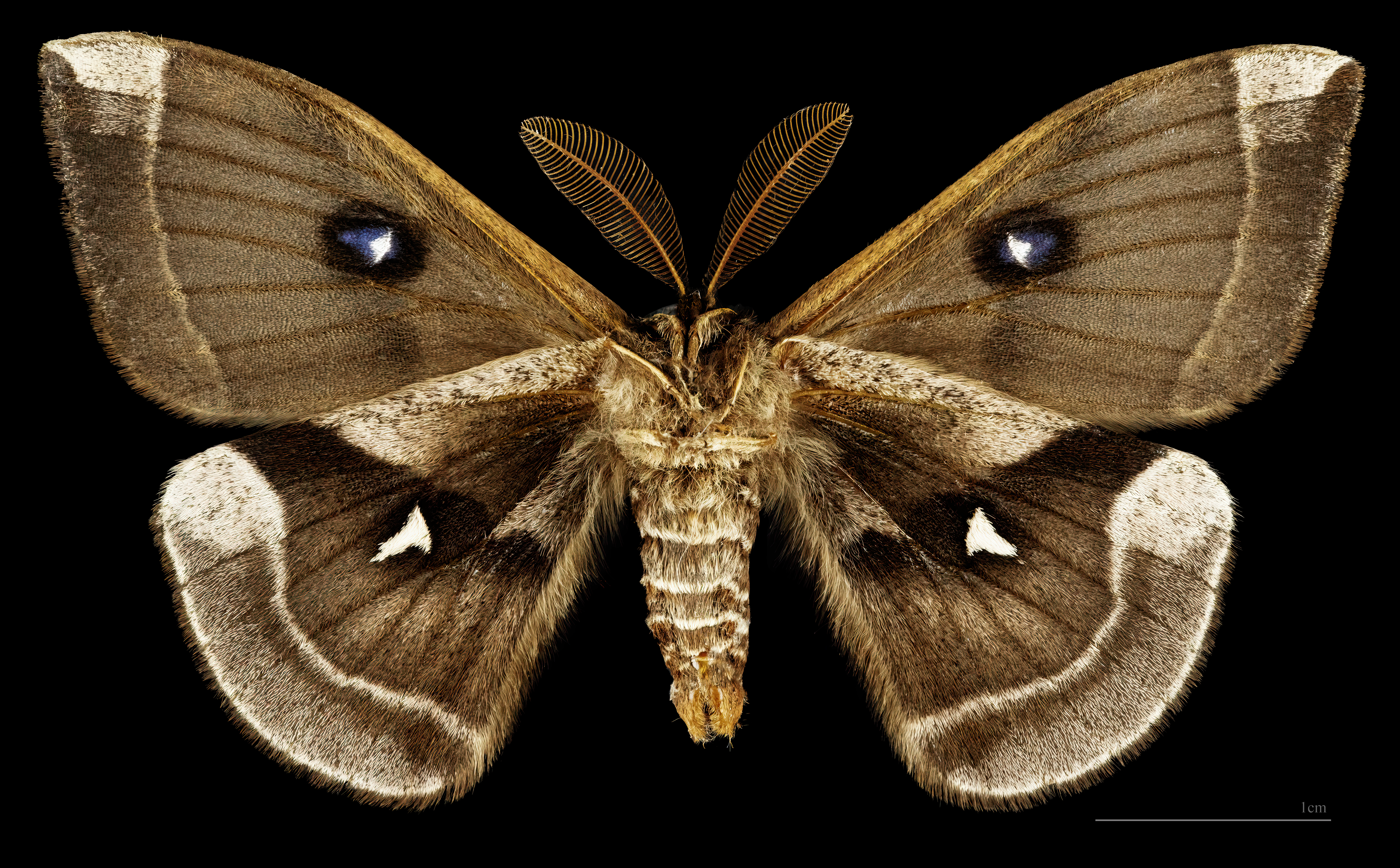
♂ △
♀
♀ △

Die Raupen werden etwa 50 Millimeter lang. Sie sind grün gefärbt und tragen neben einer gelblichen Seitenlinie auf ihren wulstigen Rückenhöckern schräge gelbliche Streifen. Sie sind unbehaart und in ihrem Körperbau plump. In jungen Stadien tragen sie am Kopf zwei, am dritten Segment zwei und am vorletzten Segment einen sehr langen, leicht gezähnten Fortsatz, der am Ende gegabelt ist. Diese sind dunkelrot, weiß, dunkelrot gefärbt. Ein weiterer kurzer, dunkelroter Fortsatz sitzt am Hinterleibsende. Diese Fortsätze werden nach jeder Häutung kleiner und fehlen im letzten Larvenstadium ganz. Der Kopf der Tiere ist im ersten Larvenstadium braun und weiß gefärbt und in den Folgenden grün.

## Vorkommen
Die Tiere kommen in ganz Europa, außer dem hohen Norden, in England und Teilen des Mittelmeergebietes vor. Sie sind in Mitteleuropa nicht selten, kommen aber vermehrt im Süden und Norden vor. Sie leben in Laubwäldern, besonders mit hohem Buchenanteil.

## Lebensweise
Im Gegensatz zu den nacht- oder dämmerungsaktiven Weibchen fliegen die Männchen am Tag im hektischen Zickzackflug am Boden auf der Suche nach unbefruchteten Weibchen umher. Sie fliegen aber auch in der Nacht. Die Weibchen locken die Männchen mit Pheromonen, die diese mit ihren großen Fühlern auf große Distanz wahrnehmen können. Diese Falter haben keine Mundwerkzeuge und können deswegen keine Nahrung zu sich nehmen. Sie leben deshalb nur wenige Tage.

### Flug- und Raupenzeiten
Der Nagelfleck fliegt in einer Generation von Mitte April bis Mai, zur selben Zeit, wie die Buchen beginnen auszutreiben. Die Raupen werden von Mai bis Anfang August angetroffen.

### Nahrung der Raupen
Die Raupen ernähren sich besonders von Rotbuche (Fagus sylvatica), aber auch von Salweide (Salix caprea), Stieleiche (Quercus robur), Hänge-Birke (Betula pendula) und anderen Laubbäumen.

## Entwicklung
Die Weibchen legen ihre rotbraunen, flachen und ovalen Eier einzeln, aber zum Teil sehr eng nebeneinander an Zweigen ab. Die Raupen bauen sich nach dem Schlüpfen auf der Unterseite eines Blattes ein Gespinst, in dem sie in den Fresspausen ruhen. Sie verpuppen sich am Boden in der Streuschicht oder im Moos in einem lockeren, netzartigen Kokon und überwintern darin, bevor sie schlüpfen.